# Maulverdauung
Als Maulverdauung werden in der Tierphysiologie alle Vorgänge bezeichnet, die bei der Nahrungsaufnahme in der Maulhöhle stattfinden. Darunter fallen Aufnahme, Zerkleinerung und Einspeichelung der Nahrung, die je nach Nahrungsspektrum im Detail variieren. Ein nennenswerter enzymatischer Aufschluss der Nahrung findet bei Tieren nicht statt, lediglich Stärke wird bei einigen Tierarten bereits durch ein stärkespaltendes Enzym (Amylase) aufgeschlossen.

## Aufnahme fester und flüssiger Nahrung
Voraussetzung für den Ablauf der Verdauungsvorgänge ist die Futteraufnahme. Für den Vorgang der Futteraufnahme bestehen zwischen den einzelnen Tierarten voneinander abweichende Bilder, die man sich am besten durch eigene Beobachtung zugänglich macht.
Beim Rind sind die Lippen nur wenig beweglich. Futterteile werden durch die Zunge erfasst und so zwischen Schneidezähne des Unterkiefers und Dentalplatte des Zwischenkieferbeins geführt, dass sie dort festgehalten werden können. Durch ruckartige Bewegungen des Kopfes wird anschließend Gras vom Boden abgerissen oder Raufutter aus dem größeren Stapel entfernt.
Bei kleinen Wiederkäuern wie Schafen oder Ziegen sind dagegen die gespaltenen Lippen wesentlich beweglicher, so dass diesen für das Erfassen der Futterteile und deren Zuführung zu den Schneidezähnen erheblich größere Bedeutung zukommt. Hierdurch sind kleine Wiederkäuer in der Lage, bei der Futteraufnahme deutlich stärker zu selektieren als Rinder. Die spitze Form des Maules befähigt sie darüber hinaus zum selektiven Aufnehmen weicher Pflanzenteile, die sich zwischen stark verholztem oder gar dornigem Material befinden können.
Pferde greifen Futterteile vorwiegend mit den sehr beweglichen und kräftigen Lippen. Weidegras oder langes Futter wird zwischen die Schneidezähne geschoben, mittels derer es abgebissen wird, wobei ein leichter Ruck des Kopfes unterstützend wirkt.
Für das Schwein typisch ist das Durchwühlen des Futters mit dem Rüssel, wobei für das Erfassen von schrot- oder breiartigem Futter Lippen und Rüssel entscheidende Bedeutung zukommt. Wird Gras oder Raufutter eingesetzt, etwa in der Sauenhaltung, so benutzt das Schwein die Schneidezähne zum Abbeißen oder Halten.
Hund und Katze erfassen und halten feste Nahrung mit den Haken- und Schneidezähnen, wie dies auch bei Beuteltieren geschieht. Um aufnehmbare Teile abbeißen oder abreißen zu können, werden oft die Schulterextremitäten mit eingesetzt. Weiches oder breiiges Futter wird mit der Zunge aufgenommen.
Neugeborene, für die gewöhnlich Muttermilch zunächst die einzige Nahrung ist, ernähren sich durch Saugen am Euter des Muttertieres. Dabei wird die Zitze zwischen Maulhöhlendach und Oberfläche der Zunge gebracht. Durch rhythmisches Öffnen der Kiefer und Rückwärtsbewegen der Zunge wird in der Maulhöhle ein Unterdruck erzeugt, der zum Übertreten von Milch aus der Zisterne des Euters in die Maulhöhle führt.
Bei Pflanzenfressern und Allesfressern erfolgt die Flüssigkeitsaufnahme auch bei fortschreitendem Alter durch Saugen nach dem Eintauchen der Lippen in die Flüssigkeit. Wird dabei in nennenswertem Maße außer Flüssigkeit auch Luft in die Maulhöhle angesaugt, wie dies beim Schwein oft der Fall ist, so kommt es zu dem typischen „schlürfen“.
Fleischfresser saugen nur am Euter es Muttertieres, im späteren Leben benutzen sie zur Aufnahme von Flüssigkeit nur die Zunge. Hunde schöpfen mit der löffelartig geformten Zungenspitze. Bei Katzen haftet Flüssigkeit zwischen den besonders zahlreichen Papillen der Zunge. Durch wiederholtes Eintauchen und Zurückziehen in die Maulhöhle nehmen Katzen Flüssigkeit auf.

## Bildung abschluckbarer Bissen
Nach der Aufnahme in die Maulhöhle muss festes Futter mehr oder weniger stark mechanisch verändert werden, bevor es abgeschluckt werden kann. Durch Bewegung des Unterkiefers gegen den feststehenden Oberkiefer kommt es zwischen den Backenzähnen zu einer Zerkleinerung der Futterteile. Bei Fleischfressern erfolgt diese Bewegung des Unterkiefers fast nur in vertikaler, bei Pflanzenfressern dagegen zusätzlich auch in horizontaler Ebene, so dass bei ersteren vom „Greiftyp“ und bei letzteren vom „Mahltyp“ der Kaubewegung gesprochen wird. Durch die Zunge werden die von der Kaufläche der Zähne gefallenen Futterteile immer wieder zwischen die Reihen der Backenzähne geschoben.
Bei Fleischfressern weisen Ober- und Unterkiefer etwa gleiche Weiten auf, während bei den Pflanzenfressern der Unterkiefer eine deutlich geringere Weite als der Oberkiefer besitzt. Dies hat zur Folge, dass Pflanzenfresser jeweils nur auf einer Seite kauen können, wobei die bevorzugte Seite laufend wechseln kann.
Während der Hund das Kauen im Wesentlichen auf die Zerkleinerung von Knochen beschränkt und schnell größere Bissen schluckt, kaut die Katze sehr gründlich. 
Besonders gründlich kaut das Pferd, das zur Aufnahme vergleichbarer Raufuttermengen gegenüber dem Rind etwa die drei- bis vierfache Zeit benötigt. Neben der Zerkleinerung durch Kauen („Mastikation“) ist die Einspeichelung eine wesentliche Aufgabe der Maulverdauung. Der Speichel ist ein Gemisch von Sekreten verschiedener Wanddrüsen und der drei paarig angeordneten Anhangsdrüsen. Auf jeder Seite befinden sich:
- Ohrspeicheldrüse (Glandula parotis)
- Unterkieferspeicheldrüse (Glandula mandibularis)
- Unterzungenspeicheldrüsen (Glandulae sublinguales)

In den Drüsen lassen sich zwei Zelltypen unterscheiden. Die einen sondern Flüssigkeit ab, die im Zellwasser außer Elektrolyten noch Protein enthält und als serös bezeichnet wird. Die anderen vermögen einem prinzipiell ähnlichen Produkt noch Schleimstoffe (Mucine) zuzufügen, weshalb man hierbei von einem mukösen Sekret spricht. Durch diese Schleimstoffe entsteht die fadenziehende Konsistenz des Maulspeichels. In den Ohrspeicheldrüsen finden sich nur Zellen des ersten Typs, so dass sie einen seromukösen Speichel sezernieren.
Durch mechanische oder auch chemische Reize an den Nervenendigungen der sensiblen Nerven in der Maulschleimhaut ausgelösten Erregungen werden zum Zentrum der Speichelsekretion im Stammhirn geleitet. Dort erfolgt die Umschaltung auf sympathische oder parasympathische Fasern, über die Zusammensetzung und Menge des Sekrets der Speicheldrüsen gesteuert werden.
Neben dieser unbedingt reflektorischen Kontrolle der Sekretion von Maulspeichel (Salivation) gibt es noch bedingt reflektorische, die vor allem beim Hund stark ausgebildet sind. Bei Wahrnehmung bestimmter Erscheinungen, die erfahrungsgemäß mit der Verabreichung von Futter zusammenfallen, werden über Geruchs-, Gesichts- oder Gehörnerven zum Großhirn gelangte Erregungen zum Zentrum der Speichelsekretion weitergeleitet, so dass die Salivation einsetzt.
Außer bei den Wiederkäuern findet die Sekretion größerer Mengen an Maulspeichel nur während der Futteraufnahme statt. Bei Wiederkäuern fließt kontinuierlich eine geringe Speichelmenge, die jedoch bei der Aufnahme von Futter und natürlich bei Beginn des Wiederkauens gesteigert wird.
Der Speichel der Haustiere ist alkalisch mit pH-Werten im Bereich zwischen 7,2 und 8,4. Unter den organischen Verbindungen im Speichel sind Proteine und Glykoproteine sowie Harnstoff zu nennen. Im Vergleich zum Blutplasma ist der Speichel bei Wiederkäuern etwa isotonisch, bei anderen Haustieren jedoch hypotonisch.
Bei bedarfsdeckender Versorgung steht unter den Kationen das Natrium mengenmäßig bei weitem an erster Stelle, neben dem sich in vergleichsweise geringen Konzentrationen auch Kalium, Magnesium, Calcium finden. Gleichzeitig enthält der Speichel Hydrogencarbonat, Phosphat und Chlorid als wichtige Anionen. Kommt es infolge unzureichender Natrium-Versorgung zu einer Verarmung bei Wiederkäuern an diesem Element, so wird allerdings die Konzentration an Natrium sehr stark reduziert bei kompensatorischer Erhöhung der Kalium-Konzentration.
Aus diesem Grund kann ein von der Norm abweichendes Verhältnis Na/K im Speichel von Rindern ein Indiz für einen Natrium Mangel dieser Tiere angesehen werden. Im Maulspeichel der Haustiere werden in nicht nennenswertem Ausmaß Verdauungsenzyme sezerniert, wenn auch eine gewisse Aktivität von Amylase im Speichel des Schweins nachweisbar ist.
Die Kenntnis über die täglich sezernierte Speichelmenge ist für verschiedene Tiere unterschiedlich gut gesichert. Es darf jedoch angenommen werden, dass Wiederkäuer die vergleichsweise die größten Speichelmengen ausweisen, im Bereich von etwa 8 bis 14 Liter je verzehrtem Kilo liegen. Dies bedeutet, dass eine Kuh, die täglich 15 Kilo Trockenmasse frisst, zwischen 100 und 200 Liter Maulspeichel sezerniert.

## Abschlucken des Bissens
Durch das Kauen wird die Futterportion nicht nur zerkleinert, es kommt auch zu einer intensiven Durchmischung mit dem in der Maulhöhle sezernierten Speichel. Hierdurch wird das Futter teilweise infolge von Quellungsvorgängen erweicht, zum anderen wird es durch die Mucine des Speichels schlüpfriger und damit besser schluckbar. Erst durch diese Veränderung wird bei vielen Futtermitteln das Abschlucken (Deglutition) möglich.
Beim Schluckakt wird zunächst willkürlich der zubereitete Bissen oder die Flüssigkeit vom Zungenrücken gegen den harten Gaumen gepresst. Dann befördert eine Wölbung des Zungengrundes das zu schluckende Gut in den Pharynx.
In der Gegend des Isthmus faucium liegen sensible Nervenendigungen, sogenannte Schluckstellen, die bewirken, dass im Weiteren der Schluckakt reflektorisch, also unwillkürlich abläuft. Damit der Bissen in die Speiseröhre und nicht in den Atemweg gelangt, wird das Gaumensegel horizontal gestellt, so dass es sich an die hintere Pharynxwand anlegt. Der Kehlkopf wird angehoben und durch den Kehlkopfdeckel verschlossen. Gleichzeitig öffnet sich der Anfangsteil der Speiseröhre trichterförmig. In dieser Phase ist der Speiseweg geöffnet, der von diesem durchkreuzte Atemweg jedoch geschlossen. so dass es beim Schlucken zu einer kurzfristigen Unterbrechung der Atmung kommt.
Der Schluckakt findet im Transport des Bissens oder des Schluckens durch den Ösophagus in den Magen. Die dafür notwendigen peristaltischen Bewegungen der quergestreiften Muskulatur des Ösophagus werden entweder reflektorisch mit dem Schluckakt oder nach lokaler Reizung der Speiseröhre durch den Bissen ausgelöst. Während dabei auf der magenwärtigen Seite des Bissens die Muskulatur erschlafft, kommt es maulseitig zu einer ringförmigen Einschnürung, die sich wellenartig in Richtung Magen fortsetzt und dadurch den auch als „Bolus“ bezeichneten Bissen zum Magen hin gleiten lässt.
Den Übergang zum Ösophagus in den Magen bildet ein Schließmuskel, der beim Pferd am stärksten ausgebildet ist. Die Regelung des Schluckaktes erfolgt über ein zentralnervöses Schluckzentrum, das über sensible Fasern Erregung erhält, die es zu motorischen und autonomen Fasern führt, welche dann die Kontraktionen der beteiligten Muskeln in der notwendigen Folge bewirken.